# Gunnestadbreen
Der Gunnestadbreen ist ein 21 km langer Gletscher im ostantarktischen Königin-Maud-Land. Im Gebirge Sør Rondane fließt er zwischen dem Widerøefjellet und dem Walnumfjella in nördlicher Richtung.
Norwegische Kartografen, die ihn auch benannten, kartierten ihn 1957 anhand von Luftaufnahmen, die bei der US-amerikanischen Operation Highjump (1946–1947) entstanden waren. Namensgeber ist Alf Gunnestad (1904–1987), Pilot bei der vom norwegischen Walfangunternehmer Lars Christensen finanzierten dritten Antarktisfahrt mit dem Schiff Thorshavn (1933–1934).